# 伯恩哈德·馮·古登

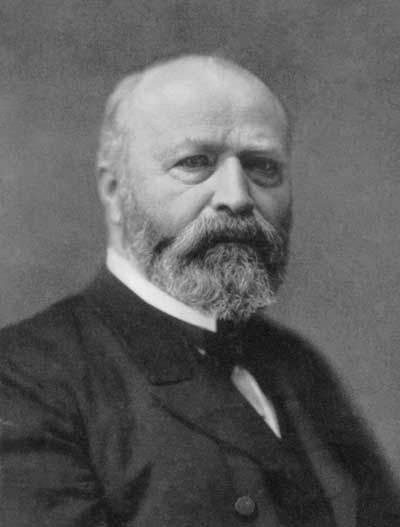
伯恩哈德·馮·古登（1824－1886）

約翰·伯恩哈德·阿洛伊斯·馮·古登（德語：Johann Bernhard Aloys von Gudden；1824年6月7日—1886年6月13日）是一位出生於德國克萊韋（Kleve）的神經解剖學家及精神病醫生。
1848年他從哈雷-維滕貝格大學獲得博士學位，隨後在锡格堡的一家精神病院實習，師從卡爾·維根·馬克西米利安·雅可比（Carl Wigand Maximilian Jacobi，1775－1858）。1851年至1855年他作爲一位精神病醫生在克里斯蒂安·弗里德里希·威廉·羅勒（Christian Friedrich Wilhelm Roller，1802－1878）的指導下在巴登伊麗瑙（Illenau）的一所精神病院工作。他在1855年至1869年擔任位於韋爾內克（Werneck）的下法蘭克尼亞國家精神病院（Unterfränkische Landes-Irrenanstalt）的主任。1869年他被任命爲波克羅次立（Burghölzli）醫院的主任及蘇黎世大學的精神病學教授。1827年他被任命爲Obermedicinalrath及位於慕尼黑的上巴伐利亞地區精神病院（Upper Bavarian Kreis-Irrenanstalt）主任。不久後擔任慕尼黑大學的精神病學教授。
古登在神經解剖學領域作出了很多貢獻，特別是在映射並描述腦神經及視束（optic nerve）網絡的通道、鏈結、起止及其神經解剖中心的工作。爲了紀念他，視束連合（commissural）纖維又叫做古登連合，同時他開發出一種特殊薄片切片機（microtome）用於腦切片的病理研究。他的一些著名的學生及助手包括埃米爾·克雷珀林、弗朗茨·尼氏（1860－1919）、奥古斯特·福雷尔（1848－1931）、西熱貝爾·約瑟夫·瑪麗亞·甘瑟（Sigbert Josef Maria Ganser，1853－1931）及奧斯卡·帕尼扎（Oskar Panizza，1853－1921）。
作爲精神病院主任，古登贊成非約束性的政策，對精神病患者的人道對待，病人中的社會交往及受過良好訓練的醫療團隊。對於19世紀的精神病的治療這是一種新穎的觀點，如果談不上革命性的話。古登在德國是受人尊敬的精神病醫生，他還是巴伐利亚国王路德维希二世的私人內科醫生。1886年6月13日，路德維希和古登的屍體於晚上11:30在施塔恩贝格湖岸附近水域被發現，據稱是溺死，也有可能是他殺。至今關於他們死亡的細節仍是一個謎。
古登死後，他的著作被他的女婿，同時也是一位精神病學家，休伯特·馮·格拉賽（Hubert von Grashey，1839－1914）收集並編撰後於1889年以《伯恩哈德·馮·古登收集並留下的論文》（Bernhard von Gudden's gesammelte und hinterlassene Abhandlungen）爲名出版。

## 部分著作
- Beiträge zur Lehre von den Scabies (1863年第二版) - 對疥瘡理論的貢獻
- Experimentaluntersuchungen über das peripherische und centrale Nervensystem. Archiv für Psychiatrie und Nervenkrankheiten, Berlin, 1870; 2: 693-723. - 對外周及中樞神經系統的實驗研究。
- Ueber die Kreuzung der Fasern in Chiasma nervorum optici. in Albrecht von Graefe's Archiv für Ophthalmologie, Berlin, 1874, 2 Abth., 20: 249-268; in Albrecht von Graefe's Archiv für Ophthalmologie, Berlin, 1879, 1 Abth., 25, 1-56.
- Experimentelle Untersuchungen über das Schädelwachstum (1874) - 頭骨生長的實驗研究。

## 相關的名字命名
- "古登次等連合"（古登連合）：視束的連合纖維，位於視交叉（optic chiasm）上面及後面。
- "古登束"：脑脚横束（transverse peduncular tract）。
- "古登-沃納標記"：音叉的骨傳導時間在骨性顱疤痕（bony cranial scars）上縮短。[1]連同耳科學家弗里德里希·沃納（Friedrich Wanner）(1870-1944)命名。
- "古登乳頭體被蓋束"：乳頭體被蓋束。